# Nolina nelsonii
Nolina nelsonii är en sparrisväxtart som beskrevs av Joseph Nelson Rose. Nolina nelsonii ingår i släktet Nolina och familjen sparrisväxter. Inga underarter finns listade i Catalogue of Life.

## Bildgalleri

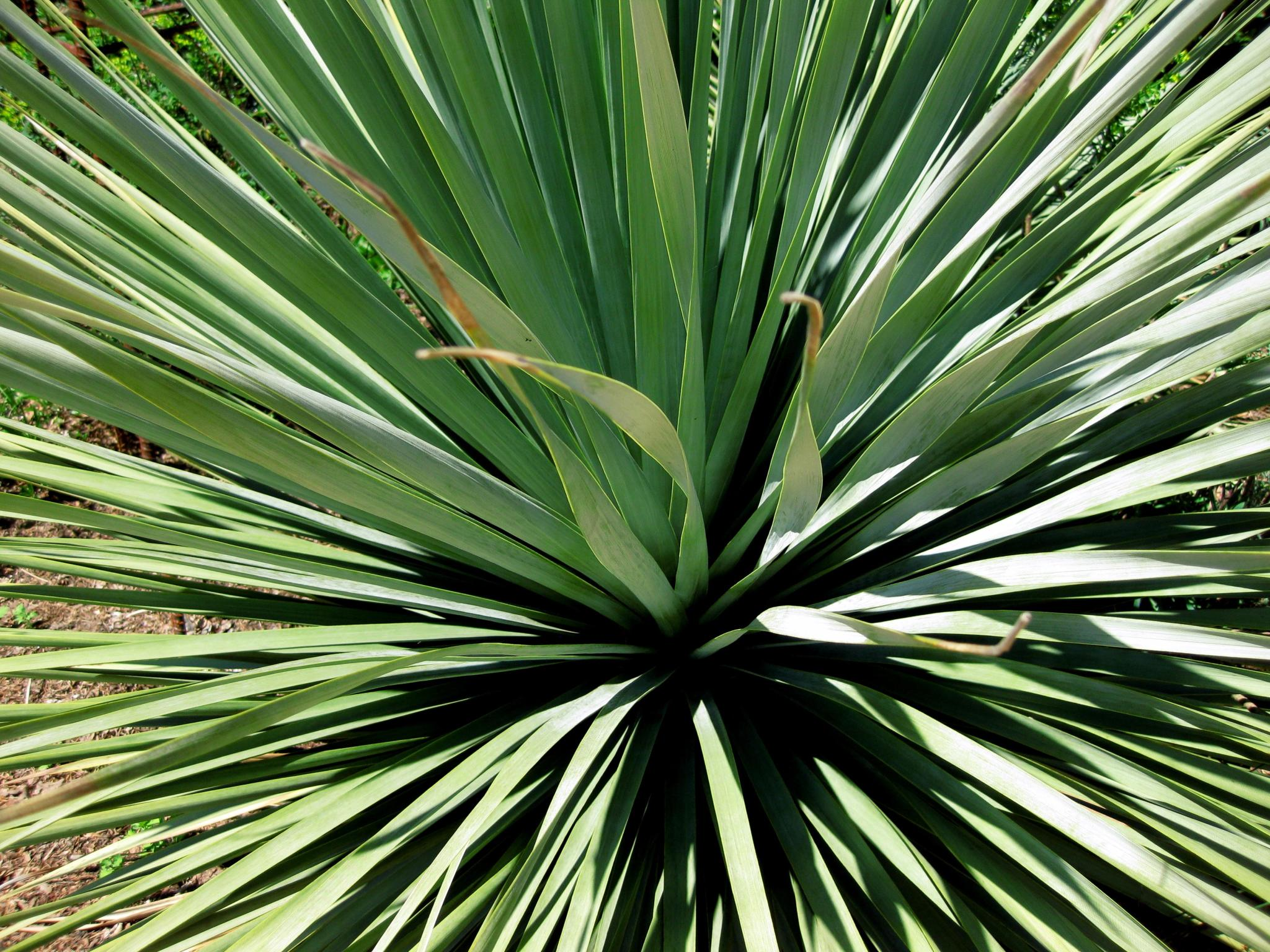
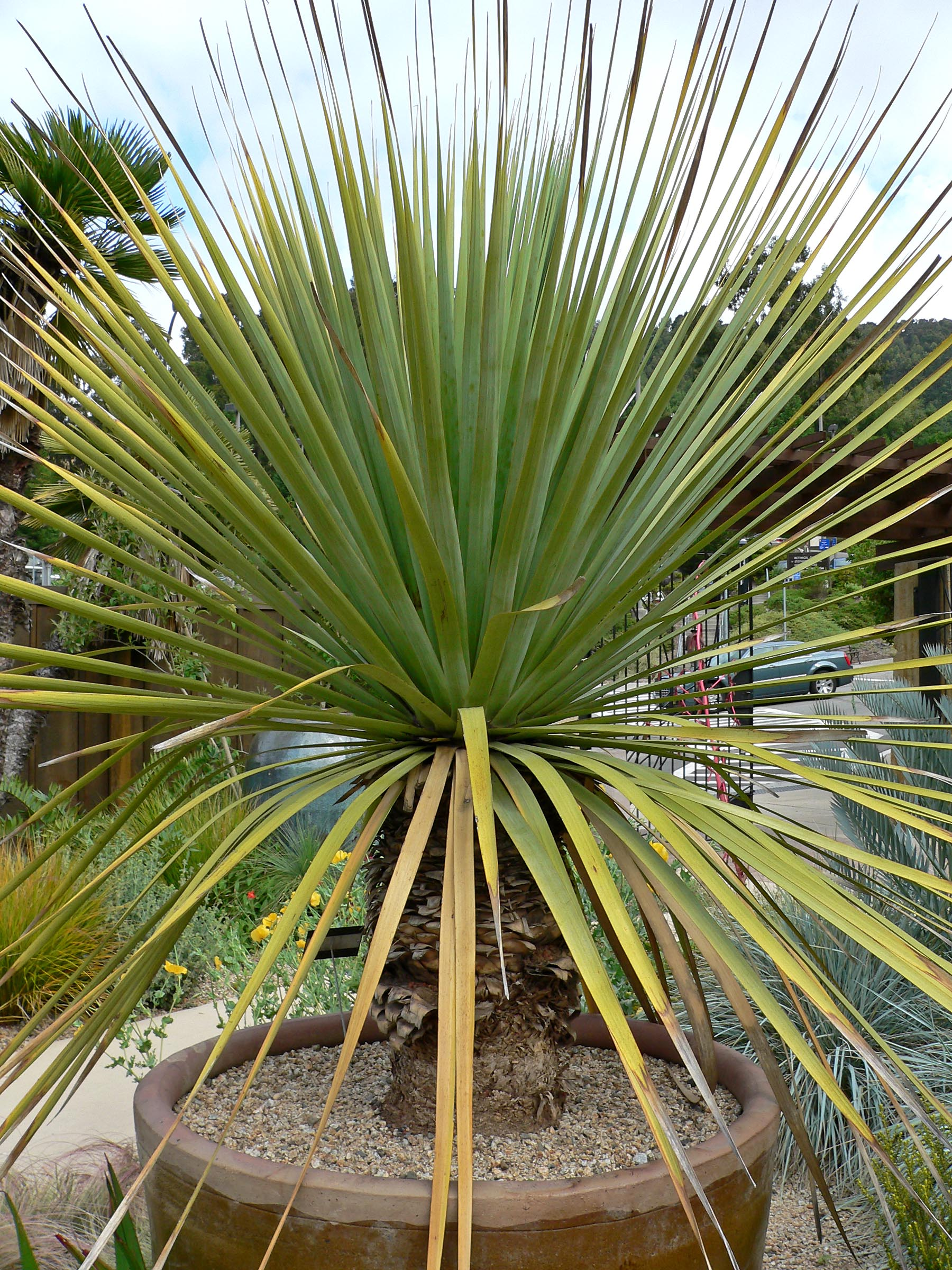